# Jessica Stockmann
Jessica Stockmann (Hamburg, 1 de fevereiro de 1967) é uma atriz, moderadora e cantora alemã.

## Vida e carreira
Jessica Stockmann nasceu em Hamburgo, passando a infância em Londres, Rotterdam e Atenas. Mais tarde mudou-se com sua família para Norderstedt, próximo a Hamburgo. Após o Abitur começou uma formação musical e de atriz no Schauspielschule Bühnenstudio em Hamburgo, que concluiu em 1990. Ao mesmo tempo estudou administração de empresas na Universidade de Hamburgo, que interrompeu para dedicar-se à carreira de atriz. Apresentou-se em teatro em Hamburgo, Berlim, Salzburg, Hannover, Braunschweig e no Teatro de Dortmund e depois através da Alemanha em turnês. 

## Vida particular
Teve uma relação de nove anos com o jogador de tênis Michael Westphal, até ele morrer em 1991. A partir de 1990 morou no sul da França e em Hamburgo. Em 1992 casou com Michael Stich, tendo o casal adotado uma filha, e separaram-se poucos meses depois, divorciando-se em 2003. Morou em 2004/2005 em Fort Lauderdale, Estados Unidos, onde teve uma filha, sendo pai Florian Haffa (irmão de Thomas Haffa). Em 2006 retornou com suas duas filhas para o sul da França e Hamburgo.

## Filmografia
- 1991: Willkommen im Club (programa de TV)
- 1991: Insel der Träume (série de TV)
- 1991, 1993: Die Männer vom K3 (série de TV, dois episódios)
- 1991–2000: Großstadtrevier (série de TV, três episódios)
- 1992: Forsthaus Falkenau (série de TV, dois episódios)
- 1992: Glückliche Reise (série de TV, episódio Malediven)
- 1993: Wildbach (série de TV, 13 episódios)
- 1995: Und tschüss! (série de TV, 10 episódios)
- 1995: Aus heiterem Himmel (série de TV, dois episódios)
- 1997: Küstenwache – Insel im Nebel (série de TV)
- 1997: Polizeiruf 110 – Die falsche Sonja (Fernsehreihe)
- 1998: Siberia
- 1999: Männer sind wie Schokolade (filme para TV)
- 1999: talk talk talk (programa de TV)
- 1999: Die Rote Meile (série de TV, episódio Blaue Augen)
- 2000: Klinik unter Palmen – Irrwege des Schicksals
- 2000: Wie angelt man sich seinen Chef? (filme para TV)
- 2001: Unser Charly (série de TV, episódio Bye Bye Andrea)
- 2001: Holiday Affair (filme para TV)
- 2001: Tatort – Havarie (série de TV)
- 2001: Todeslust (filme para TV)
- 2003: Kommissar Rex – Berühmt um jeden Preis (série de TV)
- 2003: Der Pfundskerl – Mord im Zoo